# راسيل آدامز
راسيل آدامز (بالإنجليزية: Russ Adams)‏ هو لاعب كرة قاعدة أمريكي، ولد في 30 أغسطس 1980 في كارولاينا الشمالية في الولايات المتحدة.

## وصلات خارجية
- راسيل آدامز على موقع دوري كرة القاعدة الرئيسي (الإنجليزية)
- راسيل آدامز على موقعبيزبول رفرنس.كوم (الدوري الرئيسي) (الإنجليزية)
- راسيل آدامز على موقعبيزبول رفرنس.كوم (الدوري الثانوي) (الإنجليزية)
- راسيل آدامز على موقع إي إس بي إن.كوم (أم.أل.بي) (الإنجليزية)
- راسيل آدامز على موقع مشجعي الرسوم البيانية (الإنجليزية)